# Parlamentul din Catalonia
Parlamentul Cataloniei este un organ legislativ regional, instituție aleasă prin intermediul votului cetățenilor din Catalonia la fiecare patru ani. 
Parlamentul Cataloniei este alcătuit din 135 de deputați și deputate, reprezentanți desemnați prin intermediul alegerilor. 
Funcția sa este de a alege președintele generalității (guvernului autonom), de a controla acțiunea guvernului, precum și de a elabora și de a aproba legi. Sufragiul este universal, liber, egal, direct și secret.

## Galerie

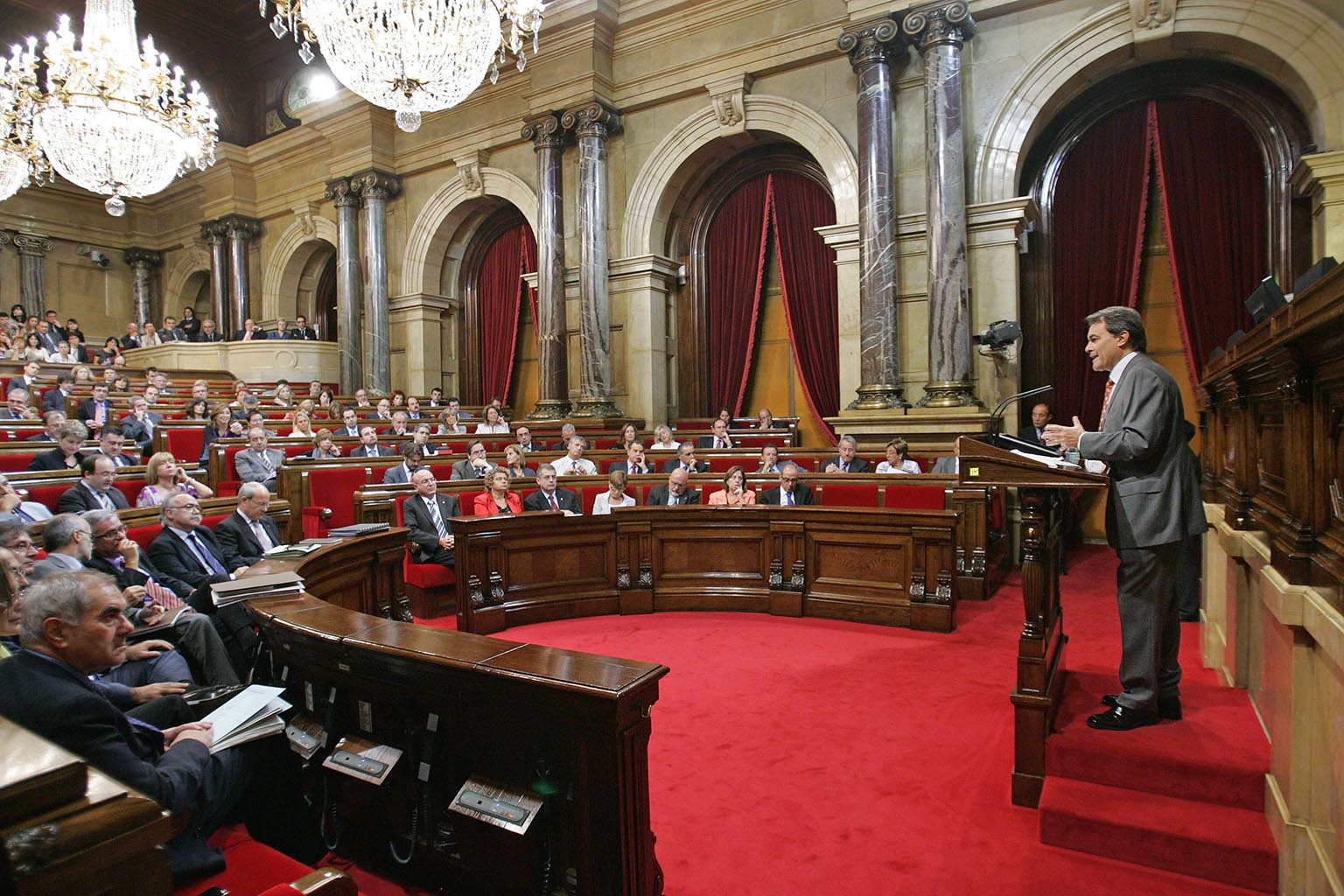
Premierul Artur Mas vorbind în fața deputaților din Parlamentul din Catalonia
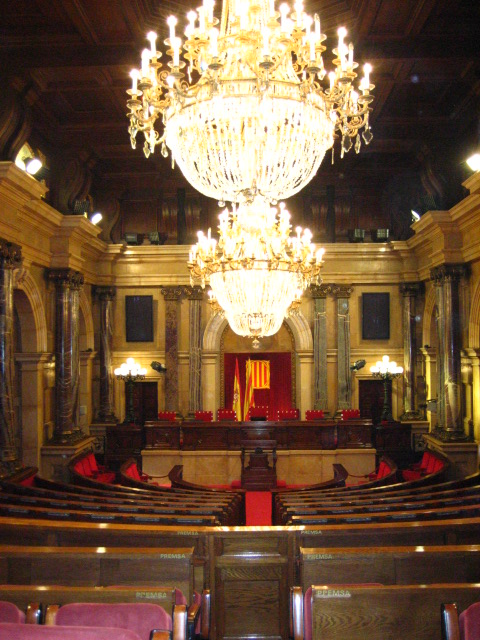
Sala unde se întrunește parlamentul
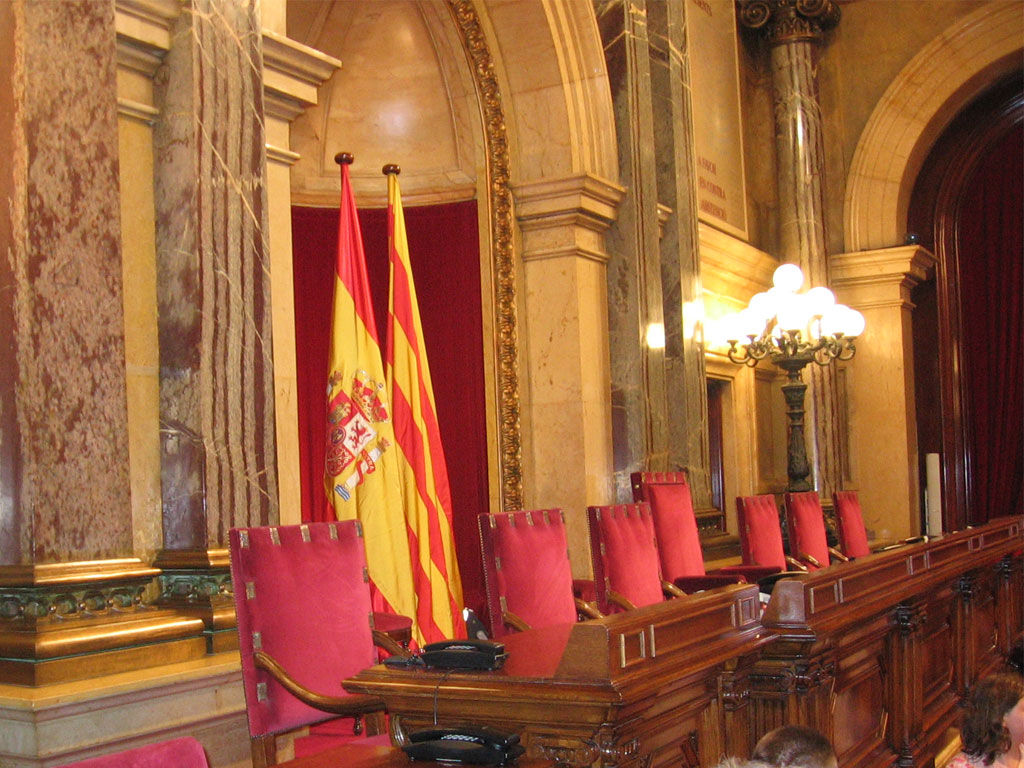
O sală din Parlamentul din Catalonia
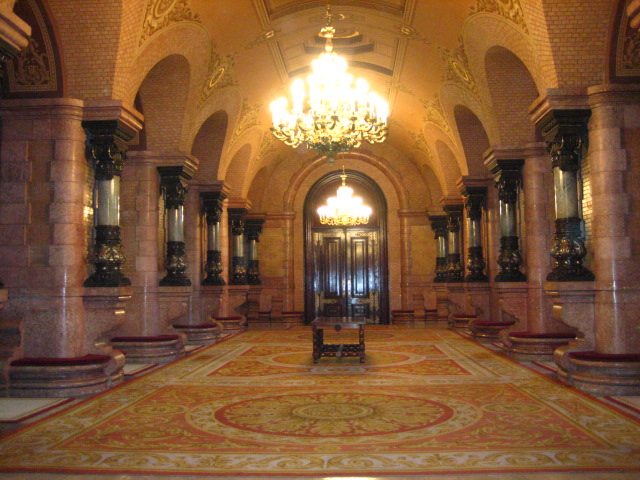
O sală din Parlamentul din Catalonia
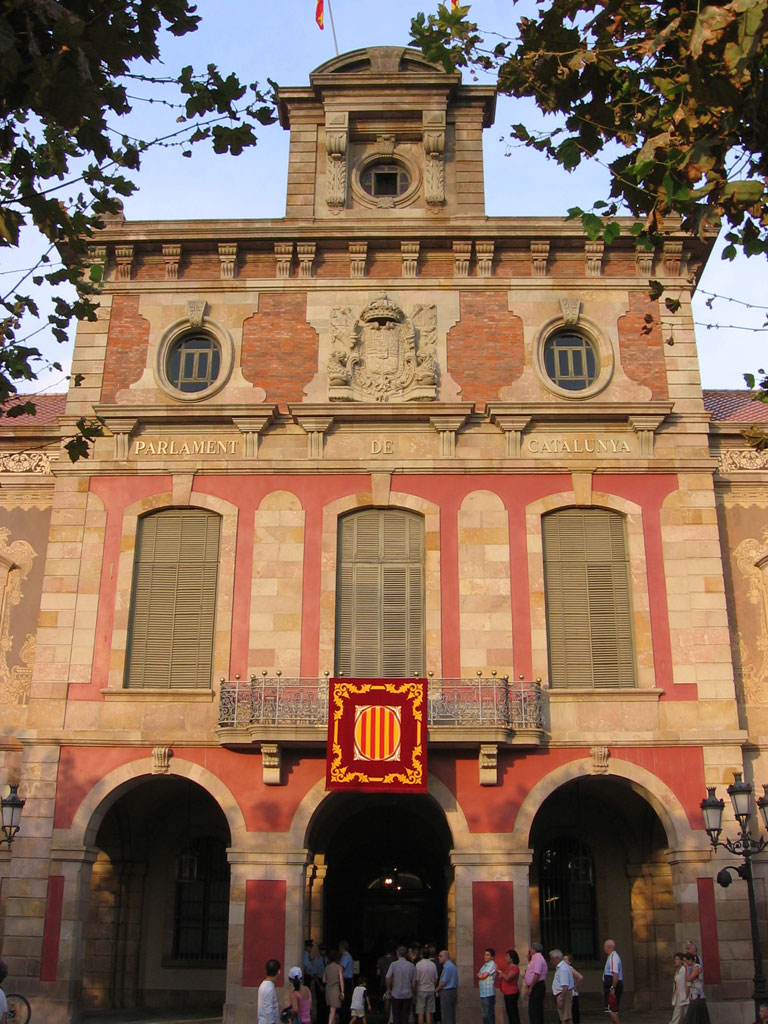
Fațada parlamentului
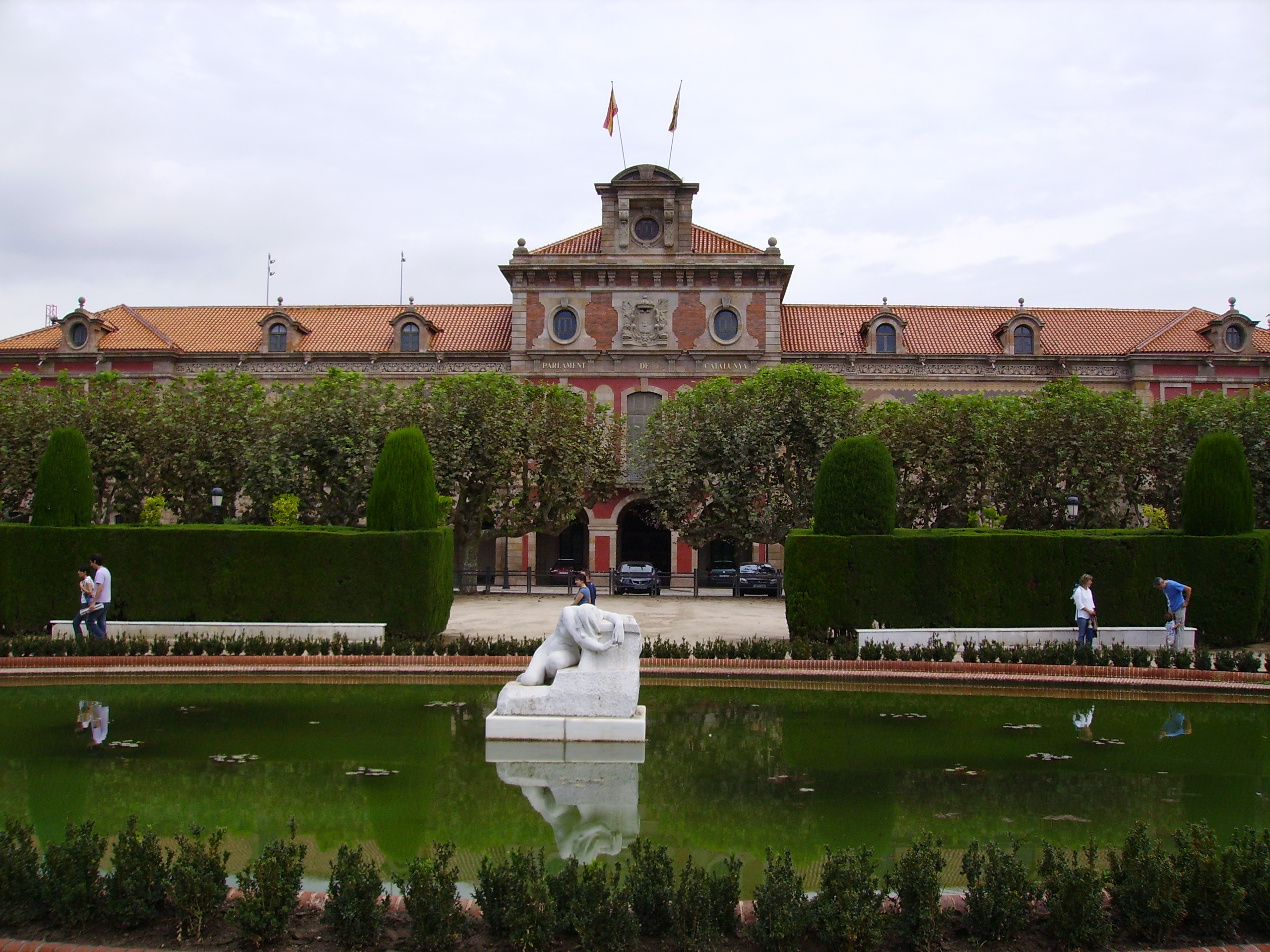
Clădirea parlamentului